# Aleksander Klumberg
Aleksander Klumberg (17. dubna 1899 Tallinn – 10. února 1958 tamtéž) byl estonský atlet. Závodil za klub Tallinna Kalev.
Kromě atletiky se věnoval na vrcholové úrovni i bandy. Bojoval v estonské osvobozenecké válce a působil v estonské armádě jako instruktor tělovýchovné přípravy. Na Letních olympijských hrách 1920 byl pátý v hodu oštěpem a osmý v pětiboji. 22. září 1922 vytvořil první oficiální uznávaný světový rekord v desetiboji výkonem 6087 bodů (podle moderních tabulek). Na Letních olympijských hrách 1924 získal bronzovou medaili v desetiboji a byl sedmnáctý v hodu oštěpem.
Po ukončení sportovní činnosti byl trenérem polského atletického týmu. V roce 1936 si změnil příjmení na estonsky znějící Kolmpere. V letech 1944 až 1956 byl vězněn v gulagu.